# Melanospora asymmetrica
Melanospora asymmetrica är en svampart som först beskrevs av Curzi, och fick sitt nu gällande namn av Arx & E. Müll. 1954. Melanospora asymmetrica ingår i släktet Melanospora och familjen Ceratostomataceae.   Inga underarter finns listade i Catalogue of Life.